# Jolanda de Rover
Jolanda de Rover, née le 10 octobre 1963 à Amstelveen, est une nageuse néerlandaise.

## Carrière
À l'âge de 20 ans, Jolanda de Rover remporte deux médailles aux Jeux olympiques d'été de 1984 à Los Angeles :
- une médaille d'or sur 200 mètres dos ;
- une médaille de bronze sur 100 mètres dos.

Elle est médaillée de bronze aux championnats du monde 1986 à Madrid en relais 4 × 100 mètres quatre nages.

## Palmarès

### Championnats d'Europe
- Championnats d'Europe 1981 à Split (Yougoslavie) :
  -  Médaille d'argent du 200 m dos.
- Championnats d'Europe 1983 à Rome (Italie) :
  -  Médaille d'argent du relais 4 × 100 m 4 nages.
- Championnats d'Europe 1985 à Sofia (Bulgarie) :
  -  Médaille de bronze du 200 m dos.

## Famille
Elle est la mère de la nageuse Kira Toussaint.